# 湊村 (京都府)
湊村（みなとむら）は、京都府熊野郡にあった村。現在の京丹後市久美浜町の北端、久美浜湾外海部の沿岸にあたる。

## 地理
- 海洋：久美浜湾

## 歴史
- 1889年（明治22年）4月1日 - 町村制の施行により、葛野村・湊宮村・大向村・蒲井村の区域をもって発足。
- 1955年（昭和30年）1月1日 - 久美浜町・川上村・海部村・田村・神野村と合併し、改めて久美浜町が発足。同日湊村廃止。

## 名所・旧跡・観光スポット
- 小天橋